# Лаура Монтальво
Лаура Монтальво (ісп. Laura Montalvo, нар. 29 березня 1976) — колишня аргентинська професійна тенісистка.
Здобула дев'ять парних титулів туру WTA.
Найвищу одиночну позицію світового рейтингу — 191 місце досягла 19 червня 1995, парну — 32 місце — 21 травня 2001 року.
Завершила кар'єру 2004 року.

## Титули WTA

### Парний розряд: 9
| Легенда                     |
| Турніри Великого шолома (0) |
| Турніри WTA Tour (0)        |
| Tier I (0)                  |
| Tier II (0)                 |
| Tier III (2)                |
| Tier IV & V (7)             |

| Результат | Ранг | Дата     | Турнір                              | Покриття | Партнер          | Опоненти                               | Рахунок       |
| --------- | ---- | -------- | ----------------------------------- | -------- | ---------------- | -------------------------------------- | ------------- |
| Перемога  | 1.   | Кві 1996 | Bol Ladies Open, Хорватія           | Ґрунт    | Паола Суарес     | Алексія Дешом-Баллере Александра Фусаї | 6–7, 6–3, 6–4 |
| Перемога  | 2.   | Кві 1997 | Bol Ladies Open, Хорватія           | Ґрунт    | Генрієта Надьова | Марія Хосе Гайдано Маріон Маруска      | 6–3, 6–1      |
| Перемога  | 3.   | Кві 1998 | Bol Ladies Open, Хорватія           | Ґрунт    | Паола Суарес     | Йоаннетта Крюгер Мір'яна Лучич-Бароні  | w/o           |
| Перемога  | 4.   | Лип 1998 | Maria Lankowitz, Австрія            | Ґрунт    | Паола Суарес     | Тіна Кріжан Катарина Среботнік         | 6–1, 6–2      |
| Перемога  | 5.   | Лип 1999 | Orange Warsaw Open, Польща          | Ґрунт    | Паола Суарес     | Гала Леон Гарсія Марія Санчес Лоренсо  | 6–4, 6–3      |
| Перемога  | 6.   | Жов 1999 | São Paulo Open, Бразилія            | Ґрунт    | Паола Суарес     | Жанетта Гусарова Флоренсія Лабат       | 6–7, 7–5, 7–5 |
| Перемога  | 7.   | Лют 2000 | Copa Colsanitas Santander, Колумбія | Ґрунт    | Паола Суарес     | Ріта Куті-Кіш Петра Мандула            | 6–4, 6–2      |
| Перемога  | 8.   | Лют 2000 | São Paulo Open, Бразилія            | Ґрунт    | Паола Суарес     | Жанетта Гусарова Флоренсія Лабат       | 5–7, 6–4, 6–3 |
| Перемога  | 9.   | Лип 2000 | Klagenfurt, Австрія                 | Ґрунт    | Паола Суарес     | Барбара Шетт Патті Шнідер              | 6–4, 6–3      |